# Acacia formidabilis
Acacia formidabilis é uma espécie de leguminosa do gênero Acacia, pertencente à família Fabaceae.